# Gamma-Valérolactone
La γ-valérolactone est un composé organique commun de la famille des lactones, de formule C5H8O2. Elle se présente sous la forme d'un liquide incolore à l'odeur d'herbe, et est pour ce fait utilisé en parfumerie et comme arôme. Elle possède un isomère structurel, la δ-valérolactone. 

## Production
La γ-valérolactone peut être obtenu par la cyclisation de l'acide lévulinique, un dérivé du glucose et d'autres sucres, suivie de son hydrogénation:

## Applications potentielles
La γ-valérolactone est considérée comme un futur carburant « vert ».